# Джексон, Уильям (футболист)
Уи́льям Джеймс Дже́ксон (англ. William James Jackson; 27 января 1876 — 25 марта 1954) — валлийский футболист. Выступал на позиции нападающего-инсайда.

## Футбольная карьера
Родился в Флинте, Флинтшир. Выступал за клубы «Флинт», «Рил» и «Сент-Хеленс Рикриэйшн». В июле 1899 года перешёл в «Ньютон Хит». Его дебют в основном составе клуба состоялся 2 сентября 1899 года в матче Второго дивизиона против «Гейнсборо Тринити» на стадионе «Бэнк Стрит». Выступал за «язычников» на протяжении двух сезонов, сыграв в общей сложности 64 матча и забив 14 голов. В 1902 году перешёл в «Барроу».
В дальнейшем играл за «Барроу» (1902—1903), «Бернли» (с июля 1903 по 1905 год). В 1905 году вернулся в клуб «Флинт». Осенью того же года стал игроком «Честера», дебютировав в его составе в октябре 1905 года в игре против «Рила». Провёл один матч за национальную сборную Уэльса.